# 피부 건조증

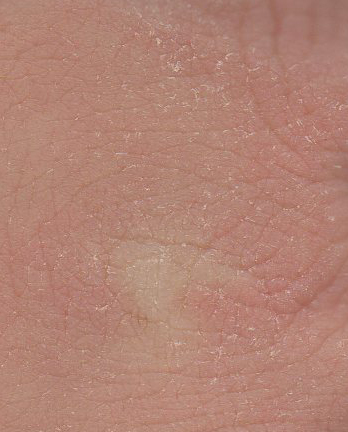

피부 건조증(皮膚乾燥症, 영어: xeroderma)은 지나치게 건조한 피부를 특징으로 하는 피부 상태이다.
'건성 피부'를 의미하는 의학 용어 xeroderma는 그리스어 ξnetρός(xeros. '건조한') δέρμα(derma, '피부')에서 유래되었다.
대부분의 경우 건성 피부는 연화제나 보습제로 안전하게 치료할 수 있다. 피부건조증은 두피, 다리 아랫부분, 팔, 손, 관절, 복부 측면, 허벅지에 가장 흔하게 발생한다. 피부건조증과 가장 관련이 있는 증상은 인설(외부 피부층이 눈에 띄게 벗겨지는 현상), 가려움증, 피부 균열과 같은 피부 상태이다.

## 같이 보기
- 피부염
- 어린선
- 색소성 건피증